# Ochroniarz (film 2017)
Ochroniarz (ang. Security) – amerykański film akcji z 2017 roku w reżyserii Alaina Desrochersa, wyprodukowany przez wytwórnię Millenium Films. Główne role w filmie zagrali Antonio Banderas, Liam McIntyre i Ben Kingsley. Zdjęcia kręcono w Bułgarii.

## Fabuła
Były komandos Eduardo „Eddie” Deacon (Antonio Banderas) od czasu odejścia z amerykańskich sił zbrojnych nie potrafi znaleźć godnej pracy, która pozwoliłaby mu utrzymać żonę i córkę. Pogrążony w kryzysie emerytowany wojskowy coraz bardziej oddala się od bliskich.
Za pośrednictwem urzędnika opieki społecznej dostaje posadę ochroniarza w lokalnym centrum handlowym. Mężczyzna ma zacząć już tej samej nocy. W obowiązki służbowe wprowadza go Vance (Liam McIntyre), szef grupy dyżurnych policjantów.
Tymczasem w pobliżu sklepu przejeżdża konwój ochraniający jedenastoletnią Jamie. Dziewczynce grozi niebezpieczeństwo – ma złożyć zeznania w procesie przeciwko mafii. W pewnej chwili ekipa transportująca świadka zostaje zaatakowana przez świetnie wyszkolonych najemników. Napastnicy zabijają wszystkich strażników należących do eskorty. Jamie cudem udaje się uciec przed bandytami dowodzonymi przez Charliego (Ben Kingsley). Dziewczynka trafia do galerii handlowej. Tam Eddie i Vance podejmują się jej obrony. Przestępcy nie są przygotowani na to, z kim przyjdzie im się zmierzyć w klaustrofobicznej przestrzeni budynku.

## Obsada
- Antonio Banderas jako Eduardo „Eddie” Deacon[1][2]
- Gabriella Wright jako Ruby[3]
- Ben Kingsley jako Charlie[1][2]
- Liam McIntyre jako Vance[1]
- Katherine de la Rocha jako Jamie
- Chad Lindberg jako Mason[4]
- Jiro Wang jako Johnny Zhang Wei
- Cung Le jako Dead Eyes